# Pristerodon
Pristerodon is een geslacht van uitgestorven dicynodonte therapsiden uit het Laat-Perm van Zuid-Afrika, Zambia en India.

## Naamgeving
Thomas Huxley benoemde in 1868 Pristerodon mackayi. De geslachtsnaam betekent 'zaagtand'. De soortaanduiding eert George R. MacKay die het fossiel vond, vermoedelijk in 1867 of eerder.
Het holotype is BMNH R1810, een schedel gevonden bij de monding van de Buffalo.
Talrijke geslachten zijn aan Pristerodon gelijkgesteld, maar als aparte soorten, zodat zij naar keuze als apart en geldig kunnen worden beschouwd. Het betreft Brachyuraniscus, Cerataelurus, Diaelurodon, Emyduranus, Eumantellia, Hueneus, Newtonella, Opistoctenodon, Parringtoniella en Synostocephalus.

## Paleobiologie

### Hersenen en zintuigen
Pristerodon behoorde tot de vroegste zekere landdieren die luchttrillingen konden horen in plaats van grondtrillingen. Bij een Zuid-Afrikaans exemplaar dat is bestudeerd met neutronentomografie werden sporen van een trommelvlies op zijn onderkaak aangetoond, met de implicatie dat het slechthorend was tijdens het kauwen. Het exemplaar had een holte van drie millimeter voor het slakkenhuis die geluidsfrequentiebereiken omzette in zenuwimpulsen die naar de hersenen werden gestuurd.

### Ecologie
Pristerodon is gevonden in de Kundaram-formatie van India, de Madumabisa Mudstone-formatie van Zambia en de Teekloof-formatie van Zuid-Afrika.